# STS-86
STS-86 (ang. Space Transportation System) – misja amerykańskiego wahadłowca Atlantis na rosyjską stację kosmiczną Mir. Był to dwudziesty lot promu kosmicznego Atlantis i osiemdziesiąty siódmy programu lotów wahadłowców.

## Załoga
źródło
- James Wetherbee (4)*, dowódca (CDR)
- Michael Bloomfield (1), pilot (PLT)
- Władimir Titow (4), (RKA) specjalista misji (MS1) (Rosja)
- Scott Parazynski (2), specjalista misji (MS2)
- Jean-Loup Chrétien (3), (CNES) specjalista misji (MS3) (Francja)
- Wendy Lawrence (2), specjalista misji (MS4)

## Przywieziony członek załogi Mira
- David Wolf (2), specjalista misji (MS5)

## Odwieziony na Ziemię członek załogi Mira
- Michael Foale (4)

*(liczba w nawiasie oznacza liczbę lotów odbytych przez każdego z astronautów)
Uwaga: Michael Foale miał być zastąpiony na pokładzie Mira przez Wendy B. Lawrence, ale z powodu obaw o ograniczenia rosyjskiego skafandra kosmicznego na dozwolony minimalny rozmiar, jej miejsce zajął rezerwowy David A. Wolf (Wolf był początkowo wyznaczony do lotu w misji STS-89 na Mira i dołączenia do załogi Mir 24).

## Parametry misji
- Masa:
  - startowa orbitera: - kg ?
  - lądującego orbitera: 114 163 kg[1]
  - ładunku: 8375 kg
- Perygeum: 354 km[1]
- Apogeum: 381 km[1]
- Inklinacja: 51,6°[1]
- Okres orbitalny: 91,9 min[1]

## Cel misji
źródło
Siódmy lot promu na rosyjską stację Mir; na Ziemię powrócił (144 dni 13 godz. 48 min w kosmosie) astronauta Michael Foale (poleciał na stację promem Atlantis w misji STS-84), którego miejsce zajął David Wolf. Wahadłowiec przewoził podwójny moduł Spacehab, w którym znajdowało się zaopatrzenie dla stacji; łącznie dostarczono ponad cztery tony ładunku, w tym wodę.

## Dokowanie do Mira
- Połączenie z Mirem: 27 września 1997, 19:58 UTC
- Odłączenie od Mira: 3 października 1997, 17:28:15 UTC
- Łączny czas dokowania: 5 dni, 21 godz., 30 min, 15 s

## Spacer kosmiczny
źródło
- EVA (1 października 1997, 5 godz. 1 min): S. Parazynski, W. Titow.